# Francesistica
La francesistica è la branca delle scienze umane che studia la lingua, la cultura e la letteratura dei paesi francofoni. La francesistica si situa all'interno della filologia romanza. Chi si occupa di francesistica è detto francesista.

## Francesisti italiani
Segue un elenco parziale di studiosi italiani:
- Stefano Agosti
- Enea Balmas
- Silvio Federico Baridon
- Luigi Foscolo Benedetto
- Carlo Bo
- Giovanni Bogliolo
- Mario Bonfantini
- Mariolina Bongiovanni Bertini
- Paolo Carile
- Massimo Colesanti
- Carlo Cordié
- Benedetta Craveri
- Luigi de Nardis
- Vittorio Frigerio
- Daria Galateria
- Fausta Garavini
- Giorgetto Giorgi
- Enzo Giudici
- Giuseppe Paolo Maria Grasso
- Enrico Guaraldo
- Vittorio Lugli
- Giovanni Macchia
- Nicola Muschitiello
- Glauco Natoli
- Guido Neri
- Francesco Orlando
- Carlo Pellegrini
- Arnaldo Pizzorusso
- Michele Rago
- Franco Simone
- Sergio Solmi
- Lionello Sozzi
- Pietro Paolo Trompeo